# Bernd Koch
| Odkryte planetoidy: 3 | Odkryte planetoidy: 3 |
| --------------------- | --------------------- |
| (15924) Axelmartin    | 7 listopada 1997      |
| (29483) Boeker        | 3 listopada 1997      |
| (85511) Celnik        | 30 października 1997  |

Bernd Koch (ur. 1955) – niemiecki fizyk i astronom amator. Specjalizuje się w astrofotografii, jest autorem książek, artykułów w czasopismach astronomicznych. Wygłasza też wykłady dla amatorskiej społeczności astronomicznej. Od 2010 roku wykłada astronomię i astrofotografię na uniwersytecie w Wuppertalu.
W 1997 roku odkrył 3 planetoidy. W uznaniu jego pracy jedną z planetoid nazwano (191494) Berndkoch.